# Liste der Naturdenkmale in Radeburg
Die Liste der Naturdenkmale in Radeburg nennt die Naturdenkmale in Radeburg im sächsischen Landkreis Meißen.

## Definition
„Naturdenkmäler sind rechtsverbindlich festgesetzte Einzelschöpfungen der Natur oder entsprechende Flächen bis zu fünf Hektar, deren besonderer Schutz erforderlich ist
1. aus wissenschaftlichen, naturgeschichtlichen oder landeskundlichen Gründen oder
2. wegen ihrer Seltenheit, Eigenart oder Schönheit.“

„§ 18 – Naturdenkmäler – (zu § 28 BNatSchG)
(1) Die Erklärung nach § 22 Abs. 1 BNatSchG von Teilen von Natur und Landschaft als Naturdenkmal erfolgt durch Rechtsverordnung oder Einzelanordnung.
(2) Über § 28 Abs. 1 BNatSchG hinaus können Naturdenkmäler zur Sicherung von Lebensgemeinschaften oder Lebensstätten von im Bestand gefährdeten oder streng geschützten Arten festgesetzt werden.“

## Liste
Diese Auflistung unterscheidet zwischen Flächennaturdenkmalen (FND) mit einer Fläche bis zu 5 ha (bei Verordnung nach DDR-Recht auch mehr) und Einzel-Naturdenkmalen (ND).
Link zu einem Kartenansichtstool, um Koordinaten zu setzen.
| Bild                          | Bezeichnung                                           | Lage                                                   | Beschreibung                                  | Datum | Nummer  |
| ----------------------------- | ----------------------------------------------------- | ------------------------------------------------------ | --------------------------------------------- | ----- | ------- |
| mehr Fotos \| Fotos hochladen | Bränitzwiesen Bärnsdorf                               | Bärnsdorf (51° 10′ 0,8″ N, 13° 44′ 18,2″ O)            | Fläche ca. 3,61 ha.                           |       | MEI 061 |
| mehr Fotos \| Fotos hochladen | Sommerlinde südwestlich Bärnsdorf                     | Bärnsdorf (51° 9′ 37,1″ N, 13° 42′ 45,8″ O)            |                                               |       | MEI 068 |
| mehr Fotos \| Fotos hochladen | Zwei Hoflinden in Bärnsdorf                           | Bärnsdorf (51° 9′ 36,4″ N, 13° 43′ 54,6″ O)            |                                               |       | MEI 021 |
| BW                            | Sommerlinde vor der ehemaligen Schule in Bärwalde     | Bärwalde (51° 11′ 59,3″ N, 13° 40′ 29,3″ O)            | Baum wurde gefällt (pers. Mitteilung der UNB) |       | MEI 045 |
| mehr Fotos \| Fotos hochladen | Kiesloch Kalkreuther Straße                           | Bärwalde (51° 11′ 18,1″ N, 13° 40′ 18,8″ O)            | Fläche ca. 0,35 ha.                           |       | MEI 046 |
| BW                            | Entenfangwiese Cunnertswalde                          | Cunnertswalde (51° 9′ 29,1″ N, 13° 41′ 54,2″ O)        | Fläche ca. 4,98 ha.                           |       | MEI 059 |
| Fotos hochladen               | Metzenberg Großdittmannsdorf                          | Großdittmannsdorf (51° 10′ 59,2″ N, 13° 45′ 56,9″ O)   | Fläche ca. 3,09 ha.                           |       | MEI 044 |
| Fotos hochladen               | Sommerlinde gegenüber der Schule in Großdittmannsdorf | Großdittmannsdorf (51° 11′ 53″ N, 13° 46′ 18,2″ O)     |                                               |       | MEI 046 |
| BW                            | Stieleiche am Röderwehr nördlich Radeburg             | Radeburg (51° 13′ 0,9″ N, 13° 43′ 39,6″ O)             |                                               |       | MEI 043 |
| BW                            | Stieleiche an der Großen Röder nordöstlich Radeburg   | Radeburg (51° 13′ 1,8″ N, 13° 44′ 2″ O)                |                                               |       | MEI 044 |
| mehr Fotos \| Fotos hochladen | Techertschlucht Rödern                                | Radeburg, Ebersbach (51° 13′ 14,4″ N, 13° 41′ 53,1″ O) | Fläche ca. 4,96 ha.                           |       | RG 049  |
| Fotos hochladen               | Pauligs Busch bei Volkersdorf                         | Volkersdorf (51° 9′ 10,6″ N, 13° 44′ 35,4″ O)          | Fläche ca. 1,67 ha.                           |       | MEI 060 |
| mehr Fotos \| Fotos hochladen | Tannenberg bei Volkersdorf                            | Volkersdorf (51° 8′ 42,4″ N, 13° 44′ 50,7″ O)          | Fläche ca. 2,05 ha.                           |       | MEI 058 |